# Porta Macedonia
De Porta Macedonia (Macedonisch: Порта Македонија) is een triomfboog in de Macedonische hoofdstad Skopje. Het monument is gelegen aan het Pellaplein en is in 2012 geopend als herdenkingsmonument voor het toenmalige 20-jarig jubileum wegens de onafhankelijkheid van Noord-Macedonië van voormalig Joegoslavië.
Het monument werd ontworpen door de architect/kunstenares Valentina Stefanovska en werd gebouwd tussen 2011 en 2012. Stefanovska was verantwoordelijk voor meerdere kunstwerken voor het project Skopje 2014, waaronder het standbeeld/fontein voor Alexander de Grote op het nabijgelegen Plein van Macedonië. De triomfboog is 21 meter hoog en gebouwd in retrostijl/neoclassicisme.